# Synagoge Königshofen (Lauda-Königshofen)
Die Synagoge in Königshofen, einem heutigen Stadtteil von Lauda-Königshofen im Main-Tauber-Kreis, wurde um 1770 errichtet und bestand bis 1906.

## Geschichte
Die jüdische Gemeinde in Königshofen entstand im 17. Jahrhundert. 1692 lebten dort drei jüdische Familien. 1767 waren es schon neun jüdische Haushalte, die in Königshofen bestanden. 1833 erreichte die Zahl der Juden ihre Höchstzahl mit 65 Einwohnern. In der Synagoge wurde auch Religionsunterricht für die jüdischen Kinder unterrichtet. 1770 wurde eine Synagoge in einem schon etwas älteren Gebäude eingerichtet. Diese wurde dann mithilfe von Krediten angekauft und als Synagoge hergerichtet. Da diese Herrichtung aufgrund der hohen Schuldenlast und der dortigen Kriegsereignisse zunächst verhindert wurde, mussten die Juden untereinander je nach ihrem Vermögen die Sanierungsarbeiten bezahlen. 1801/1802 wurde die Synagoge renoviert, jedoch ist der Umfang dieser Renovierung nicht bekannt. Da die Synagoge 1815 immer noch einzustürzen drohte, wurde ihr Reparaturbedarf auf dem Bezirksamt in Gerlachsheim vorgebracht. Da die Kosten bei einem Einsturz der Synagoge höher gelegen hätten als die Kosten für die Reparatur wurden die Reparaturmaßnahmen unter Aufsicht des damaligen Stadtbürgermeisters Michael Hirschberger durchgeführt. Die Kosten von über 261 Gulden, wurden auf die vierzehn jüdischen Familien in Königshofen aufgeteilt. Nach dieser Reparatur hat die Synagoge weitere neunzig Jahre gehalten. Um 1900 lebten nur noch fünfzehn Juden in Königshofen am 31. März 1906 wurde die jüdische Gemeinde dann aufgelöst. Daraufhin wurde dann auch die Synagoge geschlossen und am 3. Juli 1906 für 450 Mark verkauft. Am 11. Juli 1906 wurde die Synagoge bereits wieder weiterverkauft und vermutlich wegen Baufälligkeit abgerissen. Auf diesem Gelände wurde nun ein Garten angelegt.